# Ich bin Sam
Ich bin Sam (Originaltitel: I am Sam) ist ein US-amerikanisches Filmdrama aus dem Jahr 2001. Regie führte Jessie Nelson, die auch die Produktion übernahm. Der Film kam am 9. Mai 2002 in die deutschen Kinos. Der geistig zurückgebliebene Sam Dawson, dargestellt von Sean Penn, durfte bisher allein für seine Tochter sorgen. Ab ihrem siebten Geburtstag soll sich das ändern. Die Behörden wollen ihm Lucy wegnehmen. Zusammen mit der erfolgreichen Anwältin Rita Harrison, dargestellt von Michelle Pfeiffer, nimmt er den Kampf gegen die Behörden auf.

## Handlung
Seit der Geburt der kleinen Lucy ist der geistig zurückgebliebene Sam Dawson für seine Tochter Lucy da, da die Mutter eigentlich nur einen Platz zum Schlafen gesucht hatte und Sam sie geschwängert hatte. Ganz allein übernahm er damals die Aufgabe ihrer Erziehung, da Lucys Mutter nach ihrer Geburt geflohen ist. Als die Behörden an Lucys siebtem Geburtstag beschließen, ihrem Vater das Sorgerecht zu entziehen, um Lucy einer Pflegefamilie zu geben, macht sich Sam auf die Suche nach einer guten Anwältin, die er schließlich in der dauergestressten Rita findet.
Die überaus erfolgreiche Anwältin Rita weigert sich zunächst, den Fall zu übernehmen. Um Sam Dawson loszuwerden, verspricht sie ihm, ihn an eine Kollegin, die sich genauer mit dieser Rechtslage auskennt, weiter zu vermitteln. Sam bleibt jedoch hartnäckig an der Anwältin dran und schafft es schließlich doch, sie für seinen Fall zu gewinnen. Sie arbeitet dann kostenfrei für ihn, und auch zwischenmenschlich profitieren die beiden von dieser besonderen Beziehung.
Im Laufe des Films stellt sich heraus, dass Ritas Mann sie betrügt und ihre persönliche Beziehung zu ihrem Sohn nicht gerade zum Besten steht. Sam hilft ihr auf seine Weise. Im Laufe des Films trennt sich Rita von ihrem Mann, und die Beziehung zu ihrem Sohn bessert sich. Der Fall geht jedoch zunächst verloren, da die Staatsanwaltschaft es schafft, Sam vor Gericht als Vater als nicht geeignet darzustellen (er gibt im Zeugenstand zu, Lucy nicht alles geben zu können, was sie braucht). Durch eine geschickte Taktik und mit seinen großartigen Vergleichen, die oft auf seine Lieblingsband, die Beatles, bezogen sind, schafft es Sam nach langen Verhandlungen doch noch, seine Tochter zu gewinnen. Er macht dabei allerdings deutlich, dass er auf Hilfe angewiesen ist. Diese findet er in der ihm anfangs fremden Pflegemutter, die die besondere Verbindung zwischen Lucy und Sam nach und nach versteht und unterstützt, weil auch sie das Beste für Lucy möchte.

## Hintergrund
Das Budget des Films, der in Los Angeles gedreht wurde, beträgt geschätzte 22 Mio. Dollar. Dem gegenüber stehen weltweite Einnahmen von etwa 98 Mio. Dollar.
Um sich auf seine Rolle vorzubereiten, besuchte Sean Penn das L.A. Goal, ein Heim für geistig behinderte Menschen in Los Angeles. An einigen Stellen improvisierte Sean Penn seinen Rollentext, zum Beispiel das Ende der Szene im neuen Restaurant. Den Produzenten gefielen die improvisierten Szenen viel besser als das Originaldrehbuch.
Die dreijährige Lucy wurde von Dakotas jüngerer Schwester Elle Fanning dargestellt.
Michelle Pfeiffer gestand in einem Interview, dass sie Berührungsängste in Bezug auf geistig behinderte Menschen hatte
und dass die Dreharbeiten ihr halfen, diese zu überwinden.
Kameramann Elliot Davis filmte viele Szenen mit einer Handkamera, um dem Betrachter ein subjektives Bild aus Sams Perspektive zu vermitteln.
Verbindung zu anderen Filmen
Im Film Tropic Thunder gibt es eine Anspielung auf Sean Penns Darstellung eines geistig Behinderten.
In der Zeichentrickserie Drawn Together zitiert die geistig behinderte Cousine von Prinzessin Clara in recht unverständlicher Sprache Pressekritiken zu Ich bin Sam.

## Filmmusik
Sean Penn wollte nur Originalsongs der Beatles für den Soundtrack verwenden, doch die Kosten hätten sich in diesem Fall auf 4,5 Millionen Dollar belaufen, weshalb die verwendeten Songs von Coverbands oder anderen Musikern stammen. Darunter ist auch sein älterer Bruder Michael. Selbst die Rollennamen Lucy Diamond und Rita Harrison beruhen auf Songtiteln bzw. Bandmitgliedsnamen der Beatles (Lucy in the Sky with Diamonds, Lovely Rita).
- Lucy in the Sky with Diamonds – The Black Crowes
- Two of Us – Aimee Mann und Michael Penn
- Across the Universe – Rufus Wainwright
- I’m looking through you – The Wallflowers
- In a Swingin’ Mood
- Strawberry Fields Forever – Ben Harper
- Golden Slumbers – Ben Folds
- You’ve Got To Hide Your Love Away – Eddie Vedder
- Blackbird – Sarah McLachlan
- Mother Nature’s Son – Sheryl Crow
- I’m Only Sleeping – The Vines
- Don’t Let Me Down – Stereophonics
- Julia – Chocolate Genius
- We Can Work It Out – Heather Nova
- Help! – Howie Day
- Nowhere Man – Paul Westerberg
- Revolution – Grandaddy
- Let it be – Nick Cave
- Two of Us – Neil Finn und Liam Finn

Quelle: IMDb und Amazon

## Kritiken
Ich bin Sam erhielt gemischte Kritiken. Die Webseite Rotten Tomatoes ermittelte eine Wertung von 36 % basierend auf 146 Rezensionen. Der zusammengefasste Konsens besagt, der Film sei „manipulativ“ und „vereinfache einen komplexen Sachverhalt“. Nichtsdestotrotz bewerteten aber 86 % der Zuschauer den Film positiv. Dies wird auch vom Onlinefilmarchiv IMDb, einer weiteren Plattform, auf der registrierte Benutzer ihre Filmkritiken abgeben können, bestätigt, denn dort ergaben die abgegebenen Stimmen einen Wert von 7,6 von 10 möglichen Punkten.
James Berardinelli schrieb auf ReelViews, der Film beinhalte „interessante“ Beziehungen zwischen den Charakteren, stolpere jedoch über ein Drehbuch, das aus Klischees konstruiert sei und dementsprechend oft „realistische“ Situationen übersehe. Die Darstellung von Sean Penn befand er „nicht besser als durchschnittlich“. Ähnliches schrieb er über Michelle Pfeiffer. Nur das Spiel von Dakota Fanning würde „hervorstechen“.
Roger Ebert schrieb in der Chicago Sun-Times vom 25. Januar 2002, der Film sei darauf bedacht, den Zuschauer zu überzeugen, dass Lucy bei Sam bleiben müsse, doch der „gesunde Menschenverstand“ widerspreche dieser Prämisse. Sean Penn sei als Sam „so gut wie erwartet“, doch fand Ebert es „schmerzhaft“ zu sehen, wie sehr ihn die Rolle darstellerisch einenge. Er meinte außerdem, der Charakter und die Darstellung von Michelle Pfeiffer seien eher für eine „exzentrische“ Komödie geeignet.
Mick LaSalle schrieb in der San Francisco Chronicle vom 21. Juni 2002, der Film verdiene es, für die „außergewöhnliche“ Darstellung von Penn als ein geistig Behinderter in Erinnerung zu bleiben.
Das Lexikon des internationalen Films schrieb: „Einfühlsam, mit der Handkamera in beiläufigem Stil erzählte und überzeugend gespielte Geschichte des Kampfes eines Behinderten um Gleichbehandlung, die mit der Annäherung zweier scheinbar gänzlich verschiedener Welten einher geht. Allerdings gelingt es der Dramaturgie auf Dauer nicht, die üblichen Pfade einer Hollywood-Produktion zu meiden.“
Die Fernsehzeitschrift Prisma schrieb: „Dieses Melodram ist für alle diejenigen, die es lieben, gleich mehrere Taschentücher in einem Film zu verbrauchen. Tränendrüsendrücker gibt es hier reichlich. Dank eines brillant agierenden Sean Penn ist dies aber ein Behinderten-Drama, für das Penn eigentlich den Oscar hätte bekommen müssen, den jedoch Denzel Washington für seine Rolle in dem Thriller „Training Day“ erhielt.“

## Auszeichnungen
Sean Penn wurde für seine Darstellung des Sam Dawson für den Oscar als Bester Hauptdarsteller sowie für den Screen Actors Guild Award, den Broadcast Film Critics Association Award und den Satellite Award nominiert. Alle Auszeichnungen gingen jedoch an andere Schauspieler, so der Oscar an Denzel Washington für den Film Training Day.
Dakota Fanning gewann den Las Vegas Film Critics Society Award, den Broadcast Film Critics Association Award und den Young Artist Award. Als Beste Nebendarstellerin war die zur Drehzeit siebenjährige Mimin für den Screen Actors Guild Award nominiert, musste sich jedoch der Britin Helen Mirren für Gosford Park geschlagen geben. In der Kategorie Beste Nachwuchsschauspielerin erhielt sie den Satellite Award.
Der Film war beim Cairo International Film Festival 2002 für die Goldene Pyramide nominiert. Die Regisseurin Jessie Nelson gewann für das Beste Erst- oder Zweitwerk. In der Kategorie Bester ausländischer Film erhielt der Film eine Nominierung bei den Japanese Academy Awards 2003.